# Les Grandes-Chapelles
Les Grandes-Chapelles település Franciaországban, Aube megyében. Lakosainak száma 398 fő (2022. január 1.). Les Grandes-Chapelles Chapelle-Vallon, Droupt-Saint-Basle, Nozay, Prémierfait, Rilly-Sainte-Syre, Saint-Étienne-sous-Barbuise, Saint-Remy-sous-Barbuise és Voué községekkel határos.

## Népesség
A település népességének változása:
| Lakosok száma | 378  | 344  | 325  | 360  | 396  | 394  | 393  | 398  | 397  | 398  |
|               | 1968 | 1982 | 1990 | 2006 | 2013 | 2015 | 2017 | 2019 | 2020 | 2022 |